# Riverdale (serial telewizyjny)
Riverdale – amerykański serial telewizyjny (młodzieżowy, obyczajowy) wyprodukowany przez Berlanti Productions, Archie Comics, CBS Television Studios oraz Warner Bros. Television. Serial jest oparty na serii komiksów wydawanych przez Archie Comics. Riverdale emitowano od 26 stycznia 2017 na The CW, lecz serial był dostępny także w serwisie Netflix.

## Fabuła
Riverdale to projekt oparty na komiksach wydawnictwa Archie Comics. Akcja dzieje się we współczesności i skupia się na znanych postaciach: Archiem, Betty, Cheryl, Jugheadzie i Veronice oraz ich przyjaciołach. Serial odkrywa przed widzami surrealizm małomiasteczkowego życia i skupia się na mroku i dziwactwach skrytych za fasadą zwyczajności.

## Obsada

### Główna
- KJ Apa jako Archibald „Archie” Andrews[2]
- Lili Reinhart jako Elizabeth „Betty” Cooper[3]
- Camila Mendes jako Veronica "Ronnie" Lodge[4]
- Cole Sprouse jako Forsythe Pendelton „Jughead” Jones III[5]
- Madelaine Petsch jako Cheryl Blossom[2]
- Casey Cott jako Kevin Keller
- Vanessa Morgan jako Antoinette "Toni" Topaz
- Charles Melton jako Reginald „Reggie” Mantle (seria 2)[6]
- Marisol Nichols jako Hermione Lodge[7]
- Mark Consuelos jako Hiram Lodge
- Mädchen Amick jako Alice Cooper[8]
- Luke Perry jako Frederick „Fred” Andrews[2]

### Role drugoplanowe
- Cody Kearsley jako Marmaduke „Moose” Mason
- Sarah Habel jako Jennifer Gibson
- Lochlyn Munro jako Harold " Hal" Cooper
- Asha Bromfield jako Melody Valentine
- Hayley Law jako Valerie Brown
- Olivia Ryan Stern jako Tina Patel
- Caitlin Mitchell-Markovitch jako Ginger Lopez
- Major Curda jako Dilton Doiley
- Robin Givens jako Sierra McCoy[9]
- Trevor Stines jako Jason Blossom
- Nathalie Boltt jako Penelope Blossom
- Barclay Hope jako Cliff Blossom
- Ross Butler jako Reginald „Reggie” Mantle (seria 1)
- Tiera Skovbye jako Polly Cooper
- Colin Lawrence jako Coach Clayton:
- Jordan Calloway jako Chuck Clayton
- Peter James Bryant jako pan Waldo Weatherbee
- Martin Cummins jako Tom Keller
- Alvin Sanders jako Pop Tate

- Skeet Ulrich jako Forsythe Pendleton "FP" Jones II[10][11]
- Rob Raco jako Joaquin DeSantos
- Shannon Purser jako Ethel Muggs[12]
- Brit Morgan jako Penny Peabody(seria 2)[13]
- Hart Denton jako Chic Smith(seria 2)[14]
- Drew Ray Tanner jako Fangs Fogarty(seria 2)
- Jordan Connor jako Sweet Pea(seria 2)
- Gina Gershon jako Gladys Jones(seria 3)
- Trinity Likins jako Jellybean Jones(seria 3)

### Gościnne występy
- Raúl Castillo jako Oscar[15]

## Lista odcinków
| Sezon | Sezon | Odcinki | Premierowa emisja    | Premierowa emisja   | Data dostępu VOD     | Data dostępu VOD    | Data dostępu VOD |
| Sezon | Sezon | Odcinki | Premiera sezonu      | Finał sezonu        | Premiera sezonu      | Finał sezonu        |                  |
| ----- | ----- | ------- | -------------------- | ------------------- | -------------------- | ------------------- | ---------------- |
|       | 1     | 13      | 26 stycznia 2017     | 11 maja 2017        | 27 stycznia 2017     | 12 maja 2017        |                  |
|       | 2     | 22      | 11 października 2017 | 16 maja 2018        | 12 października 2017 | 17 maja 2018        |                  |
|       | 3     | 22      | 10 października 2018 | 15 maja 2019        | 11 października 2018 | 16 maja 2019        |                  |
|       | 4     | 19      | 9 października 2019  | 6 maja 2020         | 10 października 2019 | 7 maja 2020         |                  |
|       | 5     | 19      | 20 stycznia 2021     | 6 października 2021 | 21 stycznia 2021     | 7 października 2021 |                  |
|       | 6     | 22      | 16 listopada 2021    | 31 lipca 2022       | 17 listopada 2021    | 2 sierpnia 2022     |                  |
|       | 7     | 20      | 29 marca 2023        | 23 sierpnia 2023    | 30 marca 2023        | 24 sierpnia 2023    |                  |

## Produkcja
30 stycznia 2016 roku stacja The CW zamówiła pilotowy odcinek Riverdale.
W lutym 2016 roku pierwszymi aktorami, którzy dołączyli do dramatu byli: Lili Reinhart, Cole Sprouse, KJ Apa, Ashleigh Murray, Madelaine Petsch i Luke Perry. W marcu 2016 roku ogłoszono, że Camila Mendes i Mädchen Amick dołączyły do obsady serialu. W kolejnym miesiącu obsada powiększyła się o Ross Butler i Cody’ego Kearsleya. 9 maja 2016 roku Casey Cott dołączył do dramatu.
15 maja 2016 roku stacja The CW zamówiła serial na sezon telewizyjny na sezon 2016/17.
Pod koniec sierpnia 2016 roku, Robin Givens dołączyła do serialu w roli powracającej.
W pierwszym sezonie Riverdale wystąpili gościnnie: Skeet Ulrich, Shannon Purser, Molly Ringwald oraz Raúl Castillo.
W maju 2017 roku, ogłoszono, że Charles Melton dołączył do obsady jako Reginald „Reggie” Mantle. W czerwcu 2017 roku, poinformowano, że Molly Ringwald powróci w drugim sezonie. W lipcu 2017 roku, podano, że Brit Morgan dołączyła jako Penny Peabody. Na początku października 2017 roku, ogłoszono, że w serialu zagra Hart Denton.
2 kwietnia 2018 stacja The CW ogłosiła oficjalnie przedłużenie serialu o trzeci sezon. 31 stycznia 2019 potwierdzono produkcję czwartego sezonu.
7 stycznia 2020 serial został przedłużony o 5. sezon.
Na początku lutego 2021, stacja The CW zamówiła sezon szósty.